# Таттл, Фрэнк Орвилл
Орвилл Фрэнк Таттл (англ. Orville Frank Tuttle; 1916—1983) — американский учёный: минералог, геохимик и петролог.
Известен своими исследованиями в области гранитов и полевых шпатов, а также пионерскими разработками аппаратуры в экспериментальной петрографии.

## Биография
Родился 25 июня 1916 года в городе Олеан, штат Нью-Йорк.
После окончания средней школы в Сметпорте, штат Пенсильвания, работал на нефтяных месторождениях Брэдфорда и изучал геологию в Государственном колледже Пенсильвании (c 1953 года — Университет штата Пенсильвания), где получил степень бакалавра в 1939 году и степень магистра в 1940 году. Затем поступил в Массачусетский технологический институт для выполнения докторской работы, прерванной Второй мировой войной, во время которой занимался исследованиями. Докторскую степень получил в 1948 году в Массачусетском технологическом институте.
В 1947 году Фрэнк Таттл начал сотрудничество в области экспериментальной петрографии с Норманом Боуэном в геофизической лаборатории Института Карнеги в Вашингтоне. Там он изобрел так называемые «Пресс Таттла» и «Бомбу Таттла» (камеры высокого давления), которые использовались в экспериментальной петрографии. Вместе с Боуэном он исследовал, в частности, образование гранита.
В 1953 году Фрэнк Орвилл стал профессором геохимии в Университете штата Пенсильвания, а в 1959 году — деканом колледжа минеральных производств (College of Mineral Industries). В 1960 году учёному поставили диагноз болезни Паркинсона на ранних стадиях. В 1965 году он переехал работать в Стэнфордский университет, где ему был предоставлен отпуск по болезни в 1967 году, и в 1971 году Таттл официально подал в отставку в 1971 году. Он переехал с женой в Тусон, штат Аризона. В 1977 году у него диагностировали болезнь Альцгеймера, и он переехал в дом престарелых.
Фрэнк Орвилл Таттл был награжден в 1952 году премией минералогического общества Америки, в 1975 году — медалью Реблинга, а в 1967 году — медалью Артура Дэя. Он был избран иностранным членом Геологического общества Лондона и в 1968 году членом Национальной академии наук США.
Умер 13 декабря 1983 года в городе Тусон, штат Аризона. Интересно, что будучи заядлым курильщиком, вошел в число известных любителей курительной трубки.
Был женат на Dawn Hardes с 1941 года, у них было две дочери.